# چکچک سوندا
چکچک سوندا (نام علمی: Oenanthe javanica) نام یک گونه از سرده آب‌چکان است.